# Weingut Paul Achs

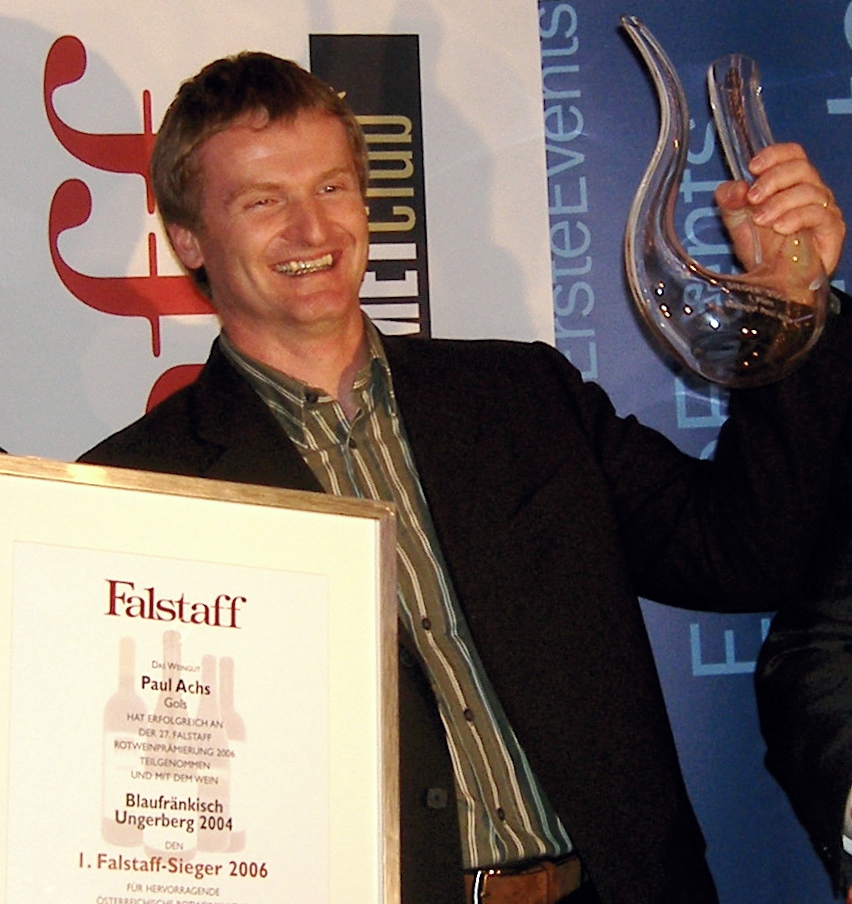
Paul Achs als Falstaff-Sieger, 2006

Das Weingut Paul Achs in Gols ist ein österreichisches Weingut im Weinbaugebiet Neusiedlersee im Burgenland.

## Geschichte
Paul Achs absolvierte die Weinbauschule Eisenstadt und arbeitete hernach in einem kalifornischen Weingut. Dieser Praktikums-Aufenthalt prägte die weitere Karriere des Weinmachers laut eigenen Aussagen nachhaltig. Die Linie des elterlichen Weinguts, das zuvor noch stark auf Weiß- und Süßweine fokussierte, stellte Paul Achs Anfang der 1990er Jahre radikal um; die besten Lagen wurden nun hauptsächlich mit Blaufränkisch bestockt. Im Jahr 1991 übernahm Paul Achs die Leitung des Weinguts. Seit 2006 ist der Betrieb als biodynamisches Weingut zertifiziert.

## Das Weingut
Die Rebfläche beträgt 26 Hektar (Stand 2015), wovon 80 Prozent mit roten Rebsorten, hauptsächlich Blaufränkisch, Zweigelt und Pinot Noir, bestockt sind. Die bekanntesten Weine sind die Cuvée Pannobile und die Blaufränkischen aus den Lagen Ungerberg, Spiegel und Altenberg. Paul Achs gilt als Top-Blaufränkisch-Spezialist; laut Vinaria zählen seine Blaufränkischen aus den Lagen Altenberg, Spiegelberg und Ungerberg gleichermaßen zu den höchstrangigen österreichischen Sortenvertretern.
Das Weingut ist Mitglied der Renommierten Weingüter Burgenland (RWB) und der Gruppe Pannobile. Es ist mehrmaliger Sieger des Falstaff-Rotweinpreises.